# أمينة نور غوناي
أمينة نور غوناي (بالتركية: Emine Nur Günay)‏ (من مواليد 13 أغسطس 1962، في إسكيشهر، تركيا) هي خبيرة اقتصاد وسياسية تركية وعضو في البرلمان التركي
وعضو في حزب العدالة والتنمية في تركيا ونائب عن مدينة إسكي شهير.